# Лжец, лжец
«Лжец, лжец» (англ. Liar Liar) — американский художественный фильм в жанре комедии режиссёра Тома Шедьяка, вышедший в 1997 году. Главную роль адвоката Флетчера Рида исполнил Джим Керри.

## Сюжет
У адвоката Флэтчера Рида манера такая — врать всегда и всем. Брак Флэтчера разрушен его же стараниями. Юный сын Макс страдает от «забывчивости» своего папы, который постоянно придумывает разнообразные отговорки от встречи. Главная цель в жизни Рида — это подняться по служебной лестнице, для чего ему нужно во что б это ни стало выиграть дело, от которого другие адвокаты отказались — бракоразводный процесс, в котором дамочка, изменившая мужу семь раз, желает отсудить у своего мужа круглую сумму, на которую не имеет права, согласно брачному контракту. Своей велеречивостью и убедительной манерой лгать Флэтчер убеждает и клиентку, и руководство в своей будущей победе. Наступает день рождения Макса, но Флэтчер вместо того, чтобы быть с сыном, ради карьерного роста занимается любовью со своей начальницей Мирандой. Расстроенный Макс, не дождавшийся отца, задувая свечи на праздничном торте, загадывает желание — чтобы хотя бы один день его папа не врал. Это желание мистическим образом сбывается.
Буквально в тот же момент Рид начинает говорить людям всё, что на самом деле думает, не имея сил сказать даже слова лжи. Вначале он в лицо говорит Миранде, что у него бывали свидания и получше, приведя шефа в бешенство. Потом Рид прямо говорит встреченной соседке, что она популярна у других жильцов лишь благодаря своему выдающемуся бюсту и получает пощёчину. Затем высказывает всё, что думает, осаждавшему его на улице бомжу-попрошайке. А позже на начавшемся процессе в суде Флэтчер не может говорить ложь и едва не срывает заседание. Когда, придя в свой офис, Рид безуспешно пытается сказать или написать даже невинную неправду о цвете ручки, адвокат понимает, что случилось нечто экстраординарное. 
Наконец, Флэтчер устанавливает, что всё это происходит из-за желания сына, которое тот загадал в свой день рождения. Рид едет к Максу и пытается уговорить того «отменить» желание. Но Макс, даже задувая свечи ещё раз, ничего не может сделать — Флэтчер по-прежнему говорит только правду, так как Макс искренне не желает, чтобы его папа лгал. Даже ради карьеры. Жизнь Рида начала рушиться по-настоящему. Процесс под угрозой поражения. Бывшая жена намеревается забрать Макса и переехать в другой город, так как считает, что сын всё равно не нужен отцу. Карьера летит под откос. 
Горе-адвокату требуется срочно придумать нечто невероятное, чтобы силой правды спасти ситуацию — выиграть дело, вернуть доверие сына, а также возможность быть рядом с ним и бывшей, но всё равно любимой, женой.

## В ролях
| Актёр           | Роль             |
| --------------- | ---------------- |
| Джим Керри      | Флетчер Рид      |
| Мора Тирни      | Одри Рид         |
| Джастин Купер   | Макс Рид         |
| Кэри Элвес      | Джерри           |
| Аманда Донохью  | Миранда          |
| Дженнифер Тилли | Саманта Кол      |
| Энн Хейни       | Грета            |
| Дон Кифер       | нищий возле суда |

## Награды
- Золотой глобус, 1998. Номинант на «Лучшую мужскую роль» (комедия или мюзикл) — Джим Керри.
- Премия канала «MTV», 1998. Победитель за «Лучшую комедийную роль» — Джим Керри.

## Отзывы
На сайте-агрегаторе Rotten Tomatoes фильм имеет рейтинг 82 % на основании 62 критических отзывов. На сайте Metacritic рейтинг фильма составляет 70 из 100 на основании 20 отзывов.